# Kowalówka (rejon niemirowski)
Kowalówka (ukr. Ковалівка) – wieś na Ukrainie w rejonie niemirowskim, obwodu winnickiego.

## Pałac
- pałac wybudowany przez Wincentego Potockiego[1].